# Frederic George Stephens
Frederic George Stephens (1827 - 9 de març de 1907) va ser un crític d'art anglès, i un dels dos membres de la Germandat Prerafaelita que no era artista.

## Vida
Stephens era fill de Septimus Stephens d'Aberdeen i Ann (de soltera, Cooke) a Walworth, Londres i va créixer a la veina vila de Lambeth. A causa d'un accident el 1837, va quedar físicament impedit i va ser educat en privat. Més tard va assistir a la University College School, Londres. El 1844 va entrar a les Escoles de la Royal Academy on va conèixer John Everett Millais i William Holman Hunt. Es va unir a la Germandat prerafaelita el 1848, sovint fent de model per als socis artistes com ara a Ferdinand Lured per Ariel de Millais (1849) o el Jesús netejant els peus de Pere de Ford Madox Brown (1852–56). Hi ha un retrat a llapis de Stephens fet per Millais i datat el 1853 a la col·lecció de la National Portrait Gallery. Estava tan decebut pel seu propi talent artístic que es va dedicar a la crítica d'art i va deixar de pintar. Va declarar haver destruït totes les seves pintures el 1850 però tres d'elles són encara a la Tate Galery, Londres: La Proposta (El Marquès i Griselda) (circa 1850), Mort d'Arthur (circa 1850–55), i Mare i Nen (circa 1854) juntament amb un dibuix de llapis de la seva mare (1850).
Va comunicar els objectius de la Germandat al públic. Va esdevenir crític d'art i més tard l'editor d'art de l'Athenaeum mentre escrivia com a autònom per a altres revistes d'art i història, com arai The Art Journal i Portfolio. També va escriure per a revistes a Europa i als Estats Units. Les seves contribucions a la revista de la Germandat El Germen va ser feta sota els pseudònims de Laura Savage i John Seward. Durant aquell temps va estar fortament influït per Dante Gabriel Rossetti, qui va permetre escriure crítiques del seu propi treball sota el nom de Stephens.
La primera obra de Stephen d'història de l'art, Normandia: la seva Arquitectura gòtica i història va ser publicada el 1865, i Relíquies flamenques, una història d'art flamenc, va aparèixer el 1866. Li varen seguir les monografies sobre William Mulready (1867) i Edwin Landseer (1869). El 1873 va començar a escriure una sèrie de gairebé 100 articles d'una col·lecció britànica a l'Athenaeum; on va tractar col·leccions importants i petits col·leccionistes per igual, animant el mecenatge d'art de la classe mitjana i el creixent interès victorià per l'art contemporani.
Va ser conservador de Documents i Dibuixos del Museu Britànic i va escriure la majoria d'entrades dels primers volums del Caàleg de Documents i Dibuixos en el Museu Britànic.
Stephens va ser un seguidor lleial del seu tutor Holman Hunt durant molts anys, però el dos es van distanciar arran de la pintura de Hunt El Triomf del Innocents (1885), el qual Hunt hi havia demanat a Stephens que l'empaquetés i transportés per ell, i que va romandre perdut durant un temps en el transport i que es va danyar. Hunt estava cada cop més paranoic, i va interpretar un regal de diners de Stephens pel seu fill nadó com un insult, i li va tornar. L'amistat entre els dos es va trencar quan Stephens va comentar El Triomf del Innocents i el va criticar per la seva barreja d'hiperrealisme i fantasia.
Gairebé vint anys després, Hunt es va venjar llançant un atac mordaç contra Stephens en la segona edició del seu Prerafaelitisme i la Germandat Prerafaelita Fraternitat (1914). Dins 1894, Stephens va publicar una monografia de Rossetti a Portfolio. Va realitzar assajos sobre l'art de Henry Duff Traill i la seva Anglaterra Social: un registre del Progrés de les Persones (1893–97) col·locant el prerafaelitisme en una tradició continuada de l'art britànic. Això va contradir la visió de la Germandat que havien florit singularment d'un pàl·lid passat. El 1895 va publicar un llibre sobre Lawrence Alma-Tadema i va fer una revisió de l'exposició pòstuma de Millais el 1898.
Altres artistes sobre els que va escriure inclouen: Thomas Bewick, Edward Burne-Jones, George Cruikshank, Thomas Gainsborough, William Hogarth, Edwin Landseer, William Mulready, Samuel Palmer, Joshua Reynolds, Thomas Rowlandson, Anton van Dyck, i Thomas Woolner.
El punt de vista conservador de Stephens sobre l'art modern i la seva forta aversió de l'impressionisme van acabar la seva relació de quaranta anys amb l'Athenaeum.
Stephens es va casar amb l'artista Rebecca Clara Dalton el 1866. El seu fill va ser l'enginyer Holman Fred Stephens (1869–1931). Cap al 1881 la família vivia al número 10 de Hammersmith Terrace, Hammersmith. Stephens va morir a casa el 9 de març de 1907 i està enterrat en cementiri Brompton. Bona part de la seva col·lecció d'art i llibres va ser subhastada a Fosters el 1916, després de la mort de la seva vídua, però el seu fill va llegar diverses obres d'art a la Tate Galery.